# Гізела Стюарт
Гізела Стюарт (англ. Gisela Stuart; нар. 26 листопада 1955, Фельден, Баварія, Німеччина) — британський політик-лейборист німецького походження, член парламенту з 1997 р.

## Життєпис
Стюарт народилася і виросла в Німеччині, переїхала до Великої Британії у середині 70-х. Вона вивчала управління бізнесом в Манчестерському політехнічному інституті, право в Університеті Лондона і Бірмінгемському університеті. Вона працювала у видавництві, викладала в університеті.
У 1994 р. вона була кандидатом у депутати Європарламенту. З 1999 по 2001 рр. Стюарт була парламентським заступником міністра у Міністерстві охорони здоров'я. З 2002 по 2003 рр. — член Президії Європейського Конвенту.